# Пушмин, Егор Владимирович
Егор Владимирович Пушмин (30 июня 1999) — российский тяжелоатлет. Призёр чемпионатов России 2023 и 2024 годов в категории до 109 кг. Мастер спорта России.

## Биография
Родился 30 июня 1999 года. Воспитанник МБУ ДО БГО «СШОР» города Ногинск и ГБУ Московской области ЦСП ОВС. Обучался в Московской государственной академии физической культуры.
В мае 2018 года присвоено звание «Мастер спорта России».
В 2023 году на чемпионате России по тяжёлой атлетике, который состоялся в Новом Уренгое, в категории до 109 кг завоевал бронзовую медаль с результатом 372 кг по сумме двух упражнений.
На чемпионате России по тяжёлой атлетике 2024 года, который состоялся в Новосибирске, Пушмин стал бронзовым призёром чемпионата России в весовой категории до 109 кг. Общий вес на штанге по сумме двух упражнений — 375 килограммов.

## Основные результаты
| Год  | Соревнования     | Место проведения | Весовая категория | Рывок, кг | Толчок, кг | Сумма, кг | Место |
| ---- | ---------------- | ---------------- | ----------------- | --------- | ---------- | --------- | ----- |
| 2023 | Чемпионат России | Новый Уренгой    | до 109 кг         | 162       | 210        | 372       | 3     |
| 2024 | Чемпионат России | Новосибирск      | до 109 кг         | 165       | 210        | 375       | 3     |